# Công nhân tình dục

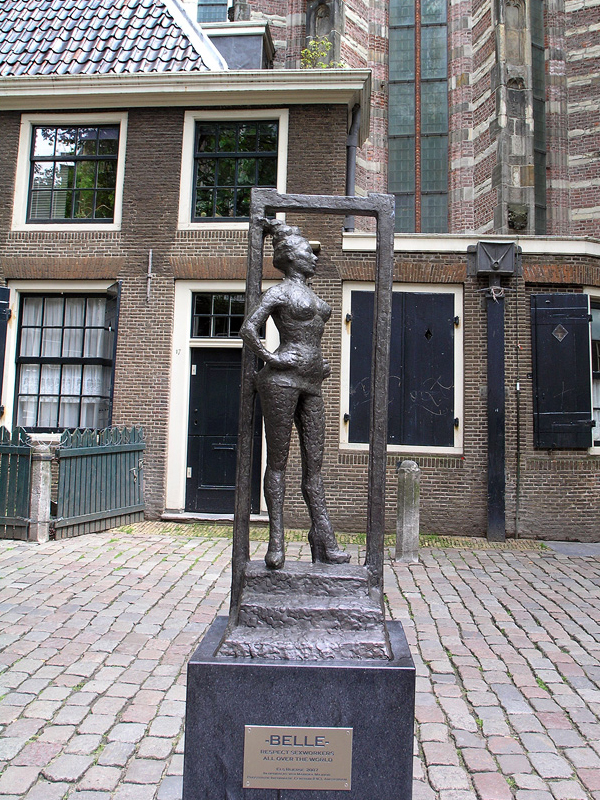
Bức tượng đồng Belle ở quận đèn đỏ De Wallen của Amsterdam

Công nhân tình dục, hoặc lao động tình dục là một người làm việc trong ngành công nghiệp tình dục. Thuật ngữ này được sử dụng để chỉ tất cả những người trong tất cả các lĩnh vực của ngành công nghiệp tình dục, bao gồm cả những người có quan hệ tình dục trực tiếp cũng như các nhân viên và nhà quản lý các ngành công nghiệp đó. Mặc dù thuật ngữ "công nhân tình dục" đôi khi được dùng để thay thế cho người bán dâm, nhưng thực ra cách gọi này là chưa chuẩn xác: "Công nhân tình dục" là một khái niệm rộng hơn nhiều, bao gồm cả những cá nhân không trực tiếp tham gia vào hoạt động tình dục như vũ công múa thoát y, người thử đồ chơi tình dục và cả những nhân viên quản lý, phục vụ bàn, bảo vệ tại câu lạc bộ múa thoát y.. Ngay cả những nhiếp ảnh gia, đạo diễn, nhà quay phim làm việc cho các công ty chuyên sản xuất phim ảnh khiêu dâm và các nhà phê bình phim ảnh khiêu dâm cũng được tính là "công nhân tình dục".
Những công nhân tình dục khác được trả tiền để tham gia vào hoạt động tình dục trực tiếp, chẳng hạn như quan hệ tình dục qua webcam  và người biểu diễn trong các chương trình sex trực tiếp. Một số gái mại dâm thực hiện các điệu nhảy khiêu dâm và các hành vi khác cho khán giả. Chúng bao gồm: múa thoát y, nhảy go-go, nhảy lap, neo-burlesque, và chương trình peep. Người thay thế tình dục làm việc với các nhà phân tâm học để tham gia vào hoạt động tình dục như là một phần của liệu pháp với khách hàng của họ. Vì vậy, mặc dù thuật ngữ người bán dâm đôi khi được xem như một từ đồng nghĩa hoặc uyển ngữ cho "gái điếm", nhưng nó chung chung hơn. Công nhân tình dục có thể đề cập đến những cá nhân không trực tiếp tham gia vào hoạt động tình dục như vũ công múa cột, người thử đồ chơi tình dục và quản lý câu lạc bộ thoát y. Một ví dụ khác về những người công nhân tình dục không thuộc thuật ngữ gái mại dâm sẽ là một người quản lý tài năng trưởng thành, người đàm phán và đảm bảo vai trò khiêu dâm cho khách hàng. Ngoài ra còn có các nhiếp ảnh gia khiêu dâm chụp và chỉnh sửa cho các phương tiện truyền thông dành cho người lớn và các nhà phê bình khiêu dâm xem và đánh giá phim người lớn.
Một số người sử dụng thuật ngữ "công nhân tình dục" để tránh gợi ra mối ác cảm liên quan đến từ "gái mại dâm". Tuy nhiên, về mặt pháp lý, việc sử dụng thuật ngữ "công nhân tình dục" còn tùy thuộc vào quy định pháp luật tại mỗi quốc gia. Tại những nước mà hoạt động khiêu dâm, mại dâm là bất hợp pháp thì thuật ngữ "lao động tình dục" không được sử dụng, bởi người bán dâm đã vi phạm pháp luật thì luật pháp sẽ coi họ là tội phạm chứ không thể đánh đồng, coi đó là "công nhân" như những ngành nghề hợp pháp. Ví dụ như tại Nhật Bản hoặc Hoa Kỳ, phim ảnh khiêu dâm là hợp pháp nhưng mại dâm là bất hợp pháp, do vậy người đóng phim khiêu dâm có thể được pháp luật Nhật Bản và Hoa Kỳ xem là "lao động tình dục", nhưng người bán dâm thì lại không được coi là "lao động tình dục" mà bị pháp luật 2 nước này xem là tội phạm. Tại những nước mà cả khiêu dâm và mại dâm đều là bất hợp pháp thì cụm từ "lao động tình dục" không được sử dụng mà được coi là hành vi phạm tội.